# Koto (glasbilo)
Koto (箏) je japonsko brenkalo, polcevne citre in japonsko nacionalno glasbilo. Izhaja iz kitajskega zheng in se ter je podoben mongolskemu yatga, korejskemu gayageum in ajaeng, vietnamskemu đàn tranh, sundanskemu kacapi in kazahstanskemu jetigen. Koto je dolg približno 180 centimetrov in je narejen iz lesa pavlovnije (Paulownia tomentosa, znana kot kiri). Najpogostejši tip uporablja 13 strun, napetih čez premične mostičke, ki se uporabljajo za uglaševanje, pri čemer je za različne sklladbe morda potrebna drugačna uglasitev. Pogosti so tudi 17-strunski koto, ki v ansamblih delujejo kot bas. Koto strune se na splošno ubirajo s tremi naprstniki (cume), ki jih nosijo na prvih treh prstih desne roke.

## Ime in tipi
Znak za koto je 箏, čeprav se pogosto uporablja 琴. Vendar je 琴 (koto) splošen izraz za vsa strunska glasbila v japonskem jeziku, vključno z glasbili, kot so kin no koto, sō no koto, jamato-goto, wagon, nanagen-kin itd. Ko se bere kot kin, označuje kitajsko glasbilo guqin. Izraz se danes uporablja na enak način.
Izraz koto se v Kodžiki pojavlja v zvezi s starodavnim godalnim inštrumentom v tej rabi. Sčasoma so bile ustvarjene različice inštrumenta in sčasoma bi jih nekaj postalo standardne različice sodobnega kota. Štiri vrste kota (gakuso, čikuso, zokuso, tagenso) so ustvarile različne subkulture, vendar so bile tudi prilagojene za spremembo sloga igranja.

## Zgodovina
Prednik kota je bil kitajski guzheng. Na Japonsko so ga prvič prinesli iz Kitajske v 7. in 8. stoletju. Prva znana različica je imela pet strun, ki so se sčasoma povečale na sedem strun. Japonski koto spada v družino azijskih citer, ki jo sestavljajo tudi kitajski zheng (prednik drugih citer v družini), korejski gayageum in vietnamski đàn tranh. Ta različica inštrumenta je bila v dveh osnovnih oblikah, citre z mostički in citre brez mostičkov.
Ko je bil koto prvič uvožen na Japonsko, je bila domača beseda koto generični izraz za vsa japonska glasbila s strunami. Ker je število različnih godalnih glasbil na Japonskem naraščalo, nekoč osnovna definicija kota ni mogla opisati široke raznolikosti teh glasbil, zato so se pomeni spremenili. Azumagoto ali jamatogoto so imenovali vagon, kin no koto so imenovali kin, sau no koto (sau je starejša izgovorjava 箏) pa so imenovali sō ali koto.
Sodobni koto izvira iz gakusōja, ki se uporablja v japonski dvorni glasbi (gagaku). Bil je priljubljen inštrument med premožnimi; glasbilo koto je veljalo za romantično. Nekateri literarni in zgodovinski zapisi kažejo, da so solo skladbe za koto obstajale stoletja preden se je uveljavil sōkjoku, glasba žanra solo koto. Glede na japonsko literaturo je bil koto uporabljen kot podoba in drug dodaten glasbeni pomen. V enem delu Zgodbe o Gendžiju se glavni lik globoko zaljubi v skrivnostno žensko, ki je še nikoli ni videl, potem ko jo od daleč sliši igrati na koto.
Koto čikuso je bil narejen za tradicijo Cukušigato in samo za slepe moške. Ženske niso mogle igrati instrumenta v poklicnem svetu, niti ga niso smele poučevati. Z olajšavo pravila so ženske začele igrati koto, ne pa tudi čikuso, ker je bil zasnovan za slepe, kar je povzročilo upad uporabe; drugi koto se je izkazal za bolj uporabnega. Dve glavni sorti, ki se še danes uporabljata, sta gakuso in zokuso. Ta dva sta relativno ostala enaka z izjemo materialnih inovacij, kot sta plastika in vrsta strun. Tagenso je najnovejši dodatek k družini koto, ki se je pojavil v 19. stoletju in je bil namenoma ustvarjen za dostop do širšega razpona zvoka in naprednega sloga igranja; narejeni so bili s 17, 21 in 31 strunami.
Morda je najpomembnejši vpliv na razvoj kota imel Jacuhaši Kengjo (1614–1685). Bil je nadarjen slepi glasbenik iz Kjota, ki je omejen izbor šestih pesmi spremenil v popolnoma nov slog koto glasbe, ki ga je poimenoval kumi uta. Jacuhaši je spremenil cukuši goto uglasitve, ki so temeljile na načinih uglaševanja gagaku; in s to spremembo se je rodil nov slog koto. Jacuhaši je zdaj znan kot »oče sodobnega kota«.
Manjši vpliv na razvoj kota najdemo pri navdihu ženske po imenu Keiko Nosaka. Nosaka (glasbenica, ki je leta 2002 prejela veliko nagrado za glasbo japonskega ministrstva za kulturo) se je počutila omejeno z igranjem na koto s samo 13 strunami in je ustvarila nove različice instrumenta z 20 ali več strunami.
Japonski razvoj citer brez mostička vključuje koto z eno struno (ičigenkin) in koto z dvema strunama (nigenkin ali jakumo goto). Okoli leta 1920 je Goro Morita ustvaril novo različico kota z dvema strunama; na tem bi pritisnili gumbe nad kovinskimi strunami, kot je zahodna avtoharfa. Po obdobju Taišō so ga poimenovali taišōgoto.
Na začetku obdobja Meidži (1868–1912) je bila na Japonskem predstavljena zahodna glasba. Mičio Mijagi (1894–1956), slepi skladatelj, inovator in izvajalec, velja za prvega japonskega skladatelja, ki je združil zahodno glasbo in tradicionalno glasbo koto. Mijagi se v veliki meri šteje za odgovornega za ohranjanje kota pri življenju, ko so bile tradicionalne japonske umetnosti pozabljene in nadomeščene z Zahodnimi zgledi. Napisal je več kot 300 novih del za inštrument, preden je umrl v železniški nesreči v starosti 62 let. Izumil je tudi priljubljen 17-strunski bas koto, ustvaril nove tehnike igranja, nadgradil tradicionalne oblike in, kar je najpomembneje, povečal priljubljenost kota. Nastopal je v tujini in do leta 1928 je bila njegova skladba za koto in šakuhači, Haru no Umi ("Pomladno morje"), prepisana za številne instrumente. Haru no umi se na Japonskem celo igra za dobrodošlico vsakemu novemu letu.
Od Mijagijevega časa so številni skladatelji, kot sta Kimio Eto (1924–2012), Tadao Savai (1937–1997), napisali in izvajali dela, ki še naprej izpopolnjujejo instrument. Savaijeva vdova Kazue Savai, ki je bila kot otrok Mijagijev priljubljeni učenec, je bila največja gonilna sila za internacionalizacijo in modernizacijo kota. Njena priredba pripravljenega klavirskega dueta skladatelja Johna Cagea Three Dances za štiri pripravljene bas kote je bila mejnik v moderni dobi koto glasbe.
Približno 150 let po obnovi Meidži so se Japonci izogibali svojim izolacionističnim idealom in začeli odkrito sprejemati ameriške in evropske vplive, kar je najverjetnejša razlaga, zakaj je koto prevzel veliko različnih različic samega sebe.

## Zgradba
Koto je običajno narejen iz lesa navadne pavlovnije (znanega kot kiri), čeprav se obdelava lesa med obrtniki zelo razlikuje. Lahko je okrašen ali ne. Okraski vključujejo vložke iz slonovine in ebenovine, želvji oklep, kovinske figure itd. Les je prav tako razrezan v dva vzorca, itame (imenovan tudi mokume), ki ima vrtinčast vzorec, ali ravno obrobljeno masame. Ravni črtni vzorec je lažji za izdelavo, vrtinčast izdelavo podraži, zato je rezerviran za dekorativne in elegantne modele.[5]
Vsak kos instrumenta ima kulturni pomen, še posebej, ker je koto nacionalni instrument. Les je posušen in razrezan na natančne mere. Velikost zvočne plošče na standardnem sodobnem kotu je ostala približno 182 centimetrov, kjer je v preteklosti znašala od 152 do 194 centimetrov.
Mostički (dži) so bili nekoč izdelani iz slonovine, danes pa so običajno iz plastike, občasno pa tudi iz lesa. Človek lahko spremeni višino strune z manipulacijo ali premikanjem mostička. Za nekatere zelo nizke tone so izdelani majhni mostički, pa tudi posebni s tremi različnimi višinami, odvisno od potrebe uglasitve. Ko majhen mostiček ni na voljo za nekatere zelo nizke note, lahko nekateri igralci kot nujni ukrep uporabijo most, obrnjen na glavo, čeprav je to nestabilno in ni idealno. Znano je, da se mostički med igranjem zlomijo in pri nekaterih starejših inštrumentih, pri katerih je površina, na kateri počivajo mostovi, obrabljena zaradi pogoste uporabe, lahko med igranjem izpadejo, zlasti pri pritiskanju na strune. Seveda se prodajajo različne vrste materialov za zapolnitev lukenj, zaradi katerih noge mostička ležijo na nestabilnem območju. Približno 1,8 m dolg in 0,30 m širok koto je tradicionalno postavljen na tla pred igralca, ki kleči.
Strune so izdelane iz različnih materialov. Priljubljene so različne vrste plastičnih strun. Svilene strune, značilno rumene barve, se še vedno izdelujejo, kljub višji ceni in nižji obstojnosti od sodobnih strun; nekateri glasbeniki jih imajo raje, saj zaznavajo razliko v kakovosti zvoka od sodobnih godal. Strune se s polovičnim zategom privežejo na zvitek papirja ali kartona, velik približno kot cigaretni ogorek, napnejo skozi luknje na glavi kota, napeljejo skozi luknje na zadnji strani, zategnejo in zavežejo s posebnim vozlom. Strune se lahko zategnejo s posebnim strojem, vendar se pogosto zategnejo ročno in nato zavežejo. Človek lahko zategne tako, da potegne vrvico od zadaj ali pa sedi ob strani kota, čeprav je slednje veliko težje in zahteva veliko moči. Nekateri instrumenti imajo morda nameščene zatiče za uglaševanje (kot klavir), da olajšajo uglaševanje.
Makura ito, svilena nit, ki se uporablja v instrumentu, je osrednji del njegove konstrukcije. Ta lastnost ni bila vidna na domnevnih inštrumentih v plemiškem slogu, ker so uporabljali več napetosti in cenili reliktnost svojih glasbil. Prebivalci so naredili vse inovacije, zaradi katerih je koto postal ne le vzdržljivo glasbilo, ampak tudi bolj zvočno spretno. Makura ito so uporabljali v papirju, zato je bilo na Japonskem v izobilju fine svile. Od začetka 19. stoletja je slonovina, imenovana makura zuno, postala standard za koto.
Za vsak del kota obstaja tradicionalno ime, ki se povezuje z mnenjem, da telo  spominja na zmajevo. Tako se zgornji del imenuje »zmajeva lupina« (竜甲, rjūkō), medtem ko se spodnji del imenuje »zmajev želodec« (竜腹, rjūfuku). En konec kota, opazen zaradi odstranljive barvite tkanine, je znan kot "zmajeva glava" (竜頭, rjūzu), sestavljena iz delov, kot so "zmajevi rogovi" (竜角, rjūkaku) – sedlo mostu ali makurazono (枕角) – »zmajev jezik« (竜舌, rjūzecu), »zmajeve oči« (竜眼, rjūgan, luknje za strune) in »zmajevo čelo« (竜額, rjūgaku) – prostor nad makurazuno. Drugi konec kota se imenuje "zmajev rep" (竜尾, rjūbi); prečka se imenuje »oblakov rog« (雲角, unkaku).

## Kotodanes
Zaradi vpliva zahodne pop glasbe je koto na Japonskem postal manj opazen, čeprav se kot instrument še vedno razvija. 17-strunski bas koto (džūšiči-gen) je z leti postal bolj opazen, odkar ga je razvil Mičio Mijagi. Obstajajo tudi 20-, 21- in 25-strunski koto, za katere nastajajo tudi dela. Reiko Obata je koto naredila dostopen tudi igralcem zahodne glasbe z objavo dveh knjig za solo koto z uporabo zahodne notacije. Sedanja generacija igralcev kota, kot sta ameriška izvajalca Reiko Obata in Mija Masaoka, japonski mojster Kazue Savai in Mičijo Jagi, najdejo mesto za koto v današnjem jazzu, eksperimentalni glasbi in celo pop glasbi. Člani skupine Rin' so priljubljeni koto igralci na 17 strunah na sodobni glasbeni sceni.
June Kuramoto iz jazz fusion skupina Hirošima je bila ena prvih koto izvajalcev, ki so ga popularizirali v netradicionalnem fusion slogu. Reiko Obata, ustanoviteljica skupine East West Jazz, je prva izvedla in posnela album jazzovskih standardov, ki vsebuje koto. Obata je tudi producirala prvi DVD z navodili za koto v angleškem jeziku z naslovom »You Can Play Koto«. Obata je ena redkih izvajalcev, ki izvajajo koncerte z orkestri Združenih držav Amerike, saj je to storila večkrat, vključno z Orchestra Nova za KPBS v San Diegu leta 2010.
Med drugimi samostojnimi izvajalci izven Japonske sta nagrajena snemalna umetnica Elizabeth Falconer, ki je prav tako desetletje študirala na šoli Savai Koto v Tokiu, in Linda Kako Caplan, kanadska daišihan (velika mojstrica) in več kot dve desetletji članica šole Čikuši Koto v Fukuoki. Še en Savaijev učenec, Masajo Išigure, vodi šolo v New Yorku. Jukiko Macujama vodi svojo skupino KotoYuki v Los Angelesu. Njene skladbe združujejo tone svetovne glasbe z njeno domačo japonsko kulturo. Nastopila je na z grammyjem nagrajenem albumu Miho: Journey to the Mountain (2010) zasedbe Paul Winter Consort, s čimer je pridobila dodatno izpostavljenost zahodnemu občinstvu za instrument. Novembra 2011 je bilo svetovno občinstvo kotu dodatno izpostavljeno, ko je nastopila s Shakiro na podelitvi latinskih grammyjev.
Marca 2010 je koto prejel široko mednarodno pozornost, ko je videoposnetek, ki ga je povezal z grammyjem nagrajeno hard rock skupino Tool na svoji spletni strani, postal viralna uspešnica. Videoposnetek je pokazal tokijski ansambel Soemon, ki igra priredbo člana Bretta Larnerja za pesem Tool "Lateralus" za šest basov in dva bas kota. Larner je pred tem igral koto z Johnom Faheyem, Jimom O'Rourkom in člani indie rock skupin, vključno s Camper Van Beethoven, Deerhoof, Jackie O Motherfucker in Mr. Bungle.
V starejši pop in rock glasbi je David Bowie uporabil koto v instrumentalni skladbi "Moss Garden" na svojem albumu "Heroes" (1977). Multiinstrumentalist, ustanovitelj in nekdanji kitarist skupine The Rolling Stones Brian Jones je igral koto v pesmi "Take It Or Leave It" na albumu Aftermath (1966).
Paul Gilbert, priljubljen kitarski virtuoz, je posnel svojo ženo Emi, kako igra koto na njegovi pesmi "Koto Girl" z albuma Alligator Farm (2000). Rock skupina Kagrra je znana po uporabi tradicionalnih japonskih glasbil v številnih svojih pesmih, primer je "Utakata" (うたかた), pesem, v kateri ima koto pomembno mesto. Winston Tong, pevec skupine Tuxedomoon, jo uporablja pri svoji 15-minutni pesmi "The Hunger" s svojega prvenca solo albuma Theoretically Chinese (1985).
Rock skupina Queen je uporabila (igračo) koto v "The Prophet's Song" na svojem albumu A Night at the Opera iz leta 1975. Nekdanji kitarist skupine Genesis Steve Hackett je uporabil koto pri instrumentalni pesmi "The Red Flower of Tachai Blooms Everywhere" z albuma Spectral Mornings (1979), klaviaturist skupine Genesis Tony Banks pa je uporabil koto s tipkovnico Emulator za pesem skupine "Mama". Koto, ki ga igra Hazel Payne, je predstavljen v angleški priredbi japonske pesmi "Sukiyaki" skupine A Taste of Honey iz leta 1981. Sintetiziran koto se pojavi v njihovi naslovnici pesmi The Miracles "I'll Try Something New". Steve Howe je uporabil koto v instrumentalnem prelomu azijskega singla "Heat of the Moment" z njihovega istoimenskega albuma iz leta 1982. Steve Howe je prav tako igral koto na pesmi Yes "It Will Be a Good Day (The River)", z albuma The Ladder iz leta 1999.
Album Dr. Dre iz leta 1999 2001 vidno prikazuje sintetizirani koto na dveh njegovih skladbah, "Still D.R.E." in "Sporočilo". Akustična priredba "The Battle of Evermore" skupine Led Zeppelin iz leta 2020 izvajalca PianoRock feat. Dean McNeill prav tako vidno predstavlja sintetiziran koto.